# NGC 828
NGC 828 est une vaste galaxie spirale située dans la constellation d'Andromède. NGC 828 a été découverte par l'astronome germano-britannique William Herschel en 1786.

## Caractéristiques
NGC 828 présente une large raie HI et c'est une galaxie lumineuse dans l'infrarouge (LIRG). De plus c'est une galaxie LINER, c'est-à-dire une galaxie dont le noyau présente un spectre d'émission caractérisé par de larges raies d'atomes faiblement ionisés et elle renferme également des régions d'hydrogène ionisé. Selon la base de données Simbad, NGC 828 est une radiogalaxie.

### Distance
Sa vitesse par rapport au fond diffus cosmologique est de 5 118 ± 17 km/s(5118 ± 17) km/s, ce qui correspond à une distance de Hubble de 75,5 ± 5,3 Mpc (∼246 millions d'al).
À ce jour, trois mesures non basées sur le décalage vers le rouge (redshift) donnent une distance de 68,533 ± 3,911 Mpc (∼224 millions d'al), ce qui est à l'intérieur des valeurs de la distance de Hubble. Notons cependant que c'est avec la valeur moyenne des mesures indépendantes, lorsqu'elles existent, que la base de données NASA/IPAC calcule le diamètre d'une galaxie et qu'en conséquence le diamètre de NGC 828 pourrait être d'environ 76,9 kpc (∼251 000 al) si on utilisait la distance de Hubble pour le calculer.

### Luminosité dans l'infrarouge
La luminosité de la galaxie de NGC 828 dans l'infrarouge lointain (de 40 à 400 µm)  est égale à 1,62 × 1011 {\displaystyle L_{\odot }} (1011,21{\displaystyle L_{\odot }}) et sa luminosité totale dans l'infrarouge (de 8 à 1 000 µm) est de 2,04 × 1011 {\displaystyle L_{\odot }} (1011,31{\displaystyle L_{\odot }}).